# Pétur Pétursson
Pétur Gudlaugur Pétursson (Akranes, Islandia, 27 de junio de 1959) es un exfutbolista y técnico islandés. Jugó de delantero y sumó 41 partidos como internacional con Islandia. En la actualidad es el segundo entrenador de la selección absoluta de su país.

## Trayectoria
Petursson fue un importante futbolista islandés en los años 1970 y 1980. En su primera etapa en el ÍA marcó 39 goles en 49 partidos de liga, se proclamó campeón de la liga islandesa y de la Copa. Ello le valió para fichar por el Feyenoord holandés con el que jugó tres temporadas, con unos registros de 69 partidos y 42 goles en liga. En 1980 fue campeón de la Copa de los Países Bajos. Posteriormente jugó en los equipos belgas del Anderlecht y Royal Antwerp. En la temporada 1985/86 jugó en España con el Hércules Club de Fútbol en Primera División, convirtiéndose así en el primer islandés en jugar en el fútbol español. Tras su retirada como jugador entrenó a diversos equipos de su país, y desde 2007 desempeña el puesto de segundo entrenador de la selección absoluta islandesa.

## Clubes

### Como jugador
| Club                     | País         | Año       |
| ------------------------ | ------------ | --------- |
| Íþróttabandalag Akraness | Islandia     | 1976-1978 |
| Feyenoord                | Países Bajos | 1978-1981 |
| Anderlecht               | Bélgica      | 1981-1982 |
| Royal Antwerp F. C.      | Bélgica      | 1982-1984 |
| Feyenoord                | Países Bajos | 1984-1985 |
| Hércules C. F.           | España       | 1985-1986 |
| Íþróttabandalag Akraness | Islandia     | 1986      |
| Hércules C. F.           | España       | 1986-1987 |
| KR Reykjavík             | Islandia     | 1987-1991 |
| UMF Tindastóll           | Islandia     | 1992-1993 |

### Como entrenador
| Club                                       | País     | Año       |
| ------------------------------------------ | -------- | --------- |
| Keflavík F. C.                             | Islandia | 1994-1995 |
| KR Reykjavík                               | Islandia | 2000-2002 |
| Selección de Islandia (segundo entrenador) | Islandia | 2007-2011 |
| KR Reykjavík (segundo entrenador)          | Islandia | 2008-2014 |
| Fram Reykjavík                             | Islandia | 2015      |
| HK Kópavogs (segundo entrenador)           | Islandia | 2017      |